# یوبومیر تراویسا
لیوبومیر تراویتسا (صربی: Ljubomir Travica؛ زادهٔ ۱ اکتبر ۱۹۵۴) یک بازیکن سابق و مربی فعلی والیبال اهل صربستان است. او پدر دراگان تراویتسا بازیکن و کاپیتان سابق تیم ملی والیبال مردان ایتالیا است. تراویتسا سابقه هدایت تیم‌های فرارا، گیوولی گالیله، برشیا، کاتانیا، مارکونی اسپولتو، گانزاگ میلان، مونتیکیاری، پالرمو، پارما، المپیاکوس، تیم ملی صربستان، پیاچنزا، کاستلانا، ولنتینا، رسوویا ژشوف و الریان قطر، شهرداری ارومیه، تیم ملی مقدونیه و تاپ والی لاتینا را در کارنامه خود دارد. سه مدال برنز قهرمانی اروپا، جام جهانی و لیگ جهانی برای صربستان مهمترین دست‌آورد او در دوران مربیگری خود در رده ملی است. وی در حال حاضر هدایت تیم ینی‌سئی کراسنویارسک روسیه را بر عهده دارد.